# Эндимион
Эндимион — олицетворение красоты (др.-греч. Ἐνδυμίων) — в греческой мифологии знаменитый своей красотой юноша.

## Миф

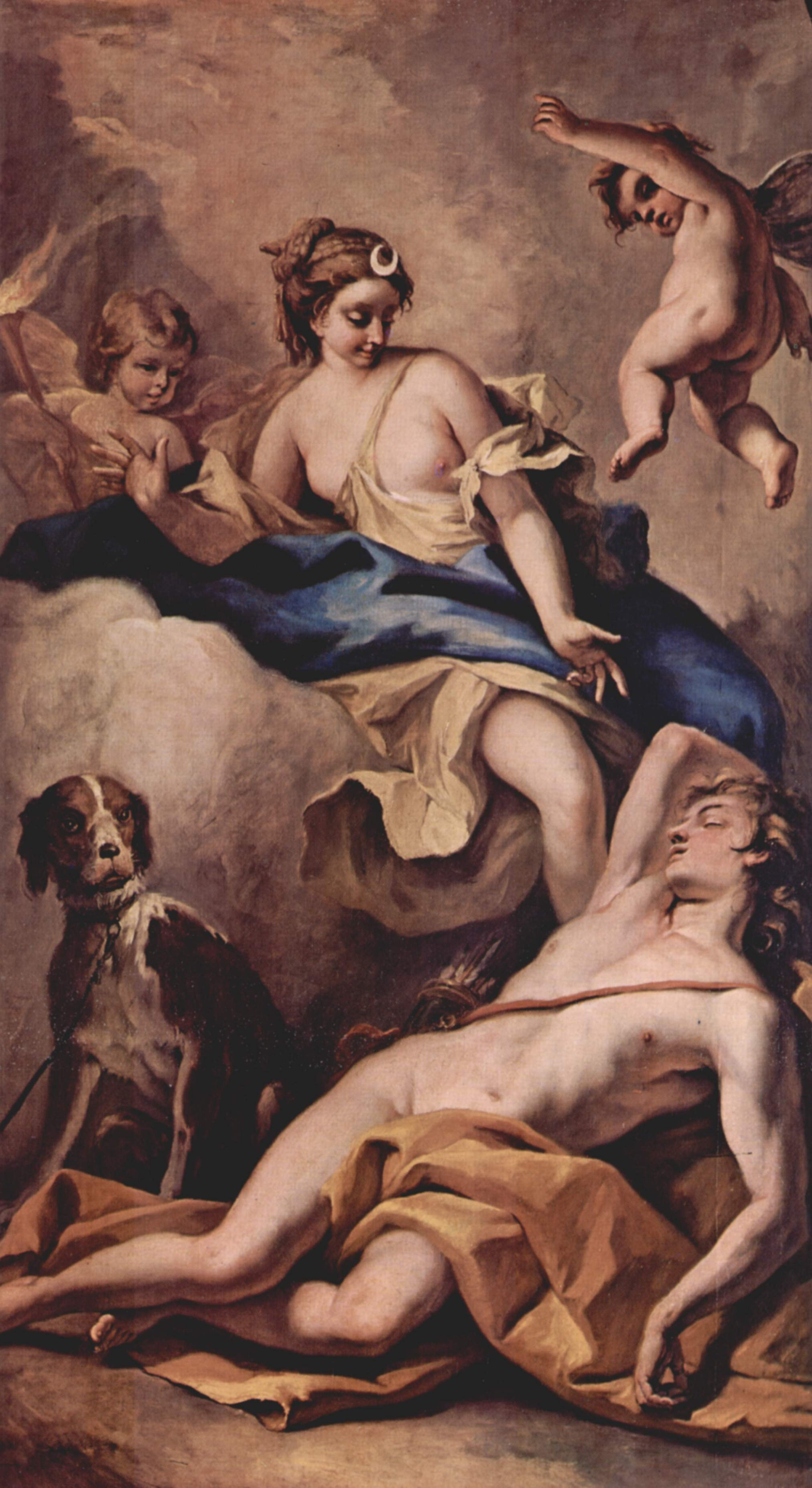
Селена и Эндимион. Себастьяно Риччи

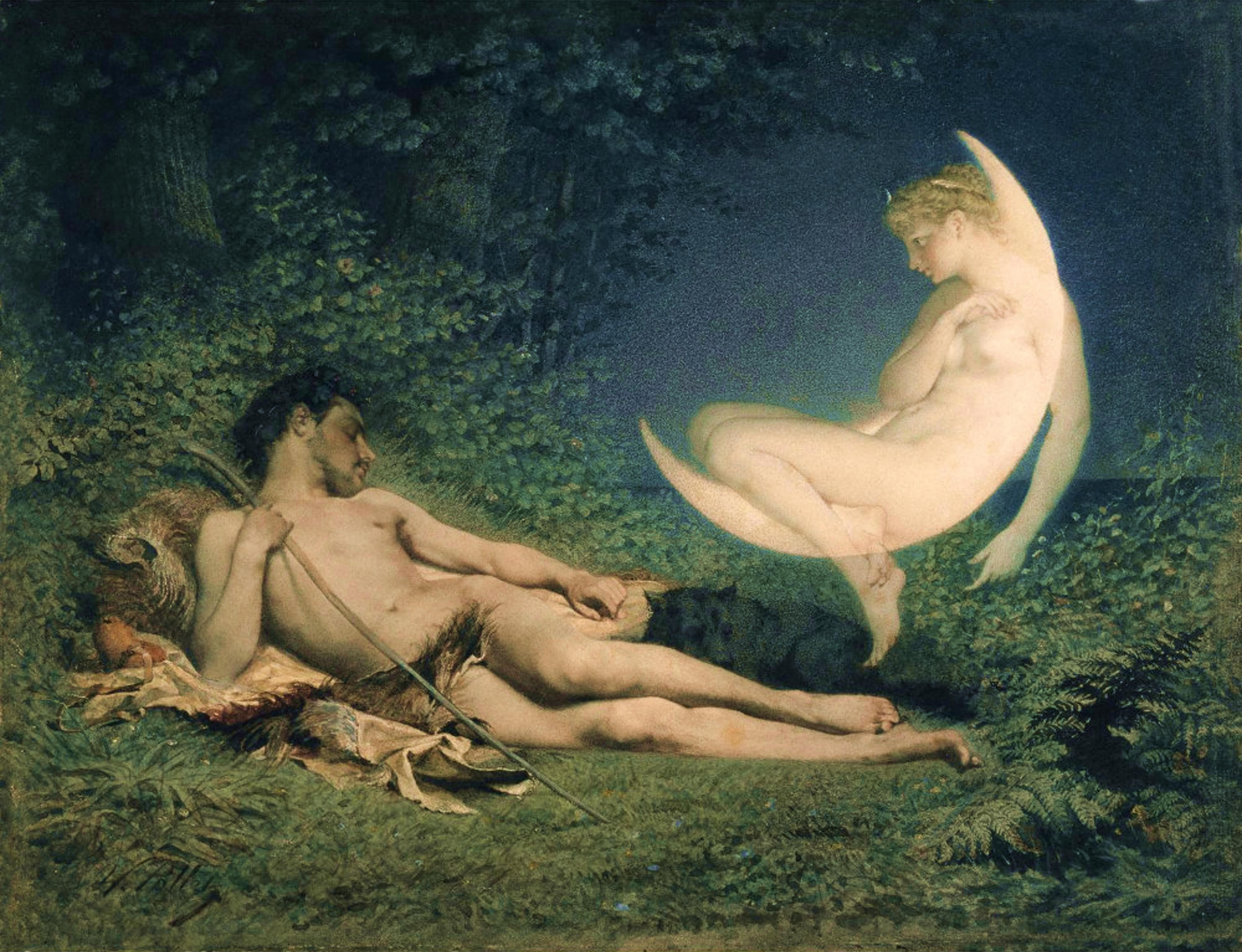
Селена и Эндимион. Виктор Флоранс Полле

Царь Элиды. Культ Эндимиона существовал в Элиде (в Олимпии показывали его гробницу) и в Карии (в Малой Азии), на горе Латм (Латмос, др.-греч. Λάτμος) или Латма. Первое сохранившееся упоминание встречается у Платона. Совпадение двух различных рассказов в одном лице сложно объяснимо.
Сын Аэфлия и Калики (версия — сын Зевса; либо сын Этола). Заселил Элиду, приведя эолийцев из Фессалии.
В него влюбилась Селена. От него у неё родились 50 дочерей, означающие 50 лунных месяцев между играми.
Зевс пообещал ему исполнить любое желание, и Эндимион пожелал навеки уснуть. Либо получил от Зевса дар умереть, когда он пожелает.
Вознесен Зевсом на небо, где влюбился в Геру, введенный в заблуждение тучей, из-за этого низвергнут в Аид; либо влюбился в Геру, за что погружен в вечный сон.
По другому рассказу, богиня луны Селена сама усыпила Эндимиона, чтобы поцеловать спящего красивого юношу, к которому она питала сильную любовь; по третьей версии, Селена просила Зевса исполнить любое желание Эндимиона, а последний испросил себе вечный сон, с бессмертием и юностью. В одном из латмийских гротов, по местному сказанию, часто посещала Эндимиона Селена; здесь же находился его храм.
Отец Этола (от морской нимфы или от Ифианассы). По другим версиям он женился на Астеродии, Хромии[en], дочери Итона; либо Гипериппе[en], дочери Аркада: у него были сыновья Пэон[en], Эпей и Этол и дочь Эврикида. Устроил для сыновей состязание в беге в Олимпии: победу одержал Эпей и получил царскую власть. Элейцы показывали могилу Эндимиона и памятник ему, а согласно гераклеотам, жившим около Милета, он удалился на гору Латм, где есть его святилище.
Его могилу показывали в пещере около Латма. По истолкованию, посвятил себя созерцанию звезд, ночь бодрствовал, а днём спал.
Ему посвящена комедия Алкея «Эндимион».
Миф об Эндимионе объяснялся различно: Эндимиона считали олицетворением подкрадывающегося сна, гением ночи, олицетворением смерти. 50 дочерей Эндимиона отождествлялись с 50 лунными месяцами, составлявшими четырёхлетний промежуток между Олимпийскими играми. Позднейшие толкователи считали Эндимиона первым метеорологом, изучавшим 30 лет изменения луны (Селены), что в мифах обозначается тридцатилетней любовью Эндимиона к Селене и его тридцатилетним сном. Выражение «сон Эндимиона» вошло в поговорку синонимом долгого сна.

## В культуре
- В честь Эндимиона назван астероид (342) Эндимион, открытый в 1892 году[18].
- «Эндимион» — название поэмы Джона Китса.
- «Эндимион» и «Восход Эндимиона» — фантастические романы Дэна Симмонса.
- Эндимион — персонаж манги Наоко Такэучи «Сейлор Мун» и её анимэ-экранизации, принц земного царства и предыдущая инкарнация Такседо Маска.